# 개포로
개포로(開浦路, Gaepo-ro)는 서울특별시 서초구 삼호물산 사거리에서 강남구 남부순환로 합류지점까지의 왕복 4차선짜리 도로이다. 이 도로의 총 연장은 4.7km이다.

## 경유지
서울특별시
- 서초구
- 강남구

## 노선
삼호물산 사거리 - 구룡초등학교 - 개포고등학교 - 구룡역 - 개포동역 - 대모산입구역 - 공무원아파트 - 대청역 - 마루공원 - 강남구자원회수센터(남부순환로 합류지점)

## 연결도로
- 삼호물산 사거리에서는 논현로와 수직으로 만나 역삼역, 구룡사, 동호대교 방향으로 가며, 직진하면 마방로로 양재 시민의 숲까지 이어진다.
- 강남구자원회수센터에서는 남부순환로와 접속하여 수서역 방향으로 이어진다.

## 비고
- 개포로에서 남부순환로의 진출은 수서역 방향만 가능하며, 반대 방향인 대치역 방향으로는 진출이 불가하다. 반대로, 대치역 쪽에서 오는 차량은 개포로로 진입이 가능하나, 수서역 쪽에서는 진입이 불가능하다.
- 전체적으로 양재천의 흐름을 따라 도로가 형성되어있다.